# Manglisi
Manglisi (în georgiană მანგლისი) este un așezare de tip urban dih cadrul comunei Tetritsqaro, regiunea Kvemo Kartli din Georgia.

## Personalități născute aici
- Vladimir Korneev (n. 1987), cântăreț de operă german.